# Economia sanitària
L'economia de la salut és una disciplina de l'economia que té com a finalitat estudiar les decisions d'assignació de recursos en allò que afecta a la salut i als serveis sanitaris. Principalment se centra a examinar el funcionament dels incentius en la producció i la demanda de salut, el mercat de serveis sanitaris, l'assegurament i el funcionament institucional dels sistemes sanitaris, l'establiment de prioritats en la decisió sobre programes sanitaris, l'eficiència i equitat en la provisió i finançament del serveis sanitaris, com també els fenòmens d'envelliment, canvi tecnològic i social en la salut i el funcionament de la sanitat.
La disciplina parteix d'un treball de l'economista i premi Nobel Kenneth Arrow, i teòricament se centra en l'efecte de les imperfeccions i assimetries d'informació, externalitats, béns públics i incertesa que, en l'àmbit de la sanitat, fan que els mecanismes de mercat no necessàriament portin els efectes desitjats en altres àmbits.

## Universitats i centres de referència
- LSE Health, London School of Economics